# 宮城県道140号東仙台停車場線
宮城県道140号東仙台停車場線（みやぎけんどう140ごう ひがしせんだいていしゃじょうせん）は、宮城県仙台市宮城野区の東仙台駅と宮城県道8号仙台松島線とを結ぶ一般県道である。全線2車線。

## 路線概要
- 実延長：0.3 km
- 起点：東仙台駅
- 終点：仙台市宮城野区東仙台二丁目

## 通過する自治体
- 宮城県
  - 仙台市
    - 宮城野区

## 接続する道路
- 宮城県道8号仙台松島線

## 周辺
- 仙台市立東仙台中学校